# Elbow Cay Lighthouse
Elbow Cay Lighthouse, gelegentlich auch Hopetown Lighthouse oder Elbow Reef Lighthouse, ist ein Leuchtturm (englisch Lighthouse) auf den Bahamas. Er steht auf Elbow Cay, eine Insel der Abaco-Inseln.

## Beschreibung
Der 27 Meter hohe Turm wurde 1862 errichtet und er ist mit seinem rot-weißen Bändern ein Wahrzeichen der Abaco-Inseln. Das Leuchtfeuer ging 1864 in Betrieb. Es gehört zu den letzten Leuchtfeuern der Welt, das immer noch mit einer Petroleumlampe betrieben und das Laufwerk der Fresnel-Linse 1. Ordnung von einem Leuchtfeuerwärter von Hand aufgezogen wird. Die Elbow Reef Lighthouse Society kümmert sich um den Unterhalt des historischen Leuchtturms, dessen 150. Geburtstag im Juni 2014 gefeiert wurde.